# Natriumtrifluormethylsulfinat
Natriumtrifluormethylsulfinat, auf Grund der Pionierarbeiten durch Bernard R. Langlois auch Langlois’ Reagenz genannt, ist ein organisches Salz, das zur Einführung von Trifluormethylgruppen genutzt werden kann.

## Herstellung
Natriumtrifluormethylsulfinat kann durch Reaktion von Bromtrifluormethan mit Natriumdithionit gewonnen werden. Als Quelle für das {\displaystyle \mathrm {SO_{2}{\cdot }^{-}} } kann auch Schwefeldioxid mit Zink oder Natriumformiat dienen.
Zunächst dissoziiert das Dithionit in zwei Radikalanionen:
{\displaystyle \mathrm {S_{2}O_{4}^{\,2-}\longrightarrow 2\,SO_{2}{\cdot }^{-}} }
Das so entstandenen Radikalanion kann nun mit dem Bromtrifluormethan weiterreagieren:
{\displaystyle \mathrm {SO_{2}{\cdot }^{-}+BrCF_{3}\longrightarrow SO_{2}+{\cdot }CF_{3}+Br^{-}} }
In der Reaktion wird ein Trifluormethylradikal gebildet. Dieses kann in einer Radikalkettenfortpflanzung oder in einer Kettenabbruchreaktion zum gewünschten Trifluormethylsulfinat weiterreagieren:
{\displaystyle \mathrm {CF_{3}{\cdot }+S_{2}O_{4}^{\,2-}\longrightarrow CF_{3}SO_{2}^{-}+SO_{2}{\cdot }^{-}\quad (Kettenfortpflanzung)} }
{\displaystyle \mathrm {CF_{3}{\cdot }+SO_{2}{\cdot }^{-}\longrightarrow CF_{3}SO_{2}^{-}\quad (Kettenabbruch)} }

## Verwendung
Natriumtrifluormethylsulfinat kann zur Synthese von Trifluormethansulfonsäure genutzt werden. Dazu wird das Sulfinat zunächst mit Wasserstoffperoxid oxidiert. Anschließende Hydrolyse liefert die Trifluormethansulfonsäure:
{\displaystyle \mathrm {CF_{3}SO_{2}^{-}+H_{2}O_{2}\longrightarrow CF_{3}SO_{3}^{-}+H_{2}O} }
{\displaystyle \mathrm {CF_{3}SO_{3}^{-}+H^{+}\longrightarrow CF_{3}SO_{3}H} }
Weitere Anwendungen liegen in der Trifluomethylierung. Pionierarbeit leistete Langlois mit der Herstellung von Trifluormethylthioethern. Grundlage dieser Transformation ist die Aktivierung des Reagenz durch ein Oxidationsmittel. So wird ein Trifluomethylradikal freigesetzt, welches dann weitere Reaktionen eingehen kann:
{\displaystyle \mathrm {CF_{3}SO_{2}^{-}\longrightarrow CF_{3}{\cdot }+SO_{2}+e^{-}} }
Typischerweise wird tert-Butylhydroperoxid als Oxidationsmittel eingesetzt, aber auch Kaliumperoxodisulfat, Diiodpentoxid oder elektrochemische Verfahren können Natriumtrifluormethylsulfinat aktivieren. Auf diesem Weg können Heteroaromaten trifluormethyliert werden, Boronsäuren, Trifluorborate und Acrylsäuren können substituiert werden, eine Addition an Alkene, sowie Cyclisierungen können durchgeführt werden.